# 林庆贻
林庆贻（？—？），东莱人，是一名清朝政治人物。
林庆贻曾于同治九年(1870年)接替白冠玉任兴化府知府一职，同治年间由梁景先接任。